# Maria Carratalà i Van den Wouver
María Carratalà i Van den Wouver, née à Barcelone le 19 juin 1899 et morte dans cette même ville le 21 mars 1984, est une pianiste et compositrice féministe espagnole, membre du Lyceum Club de Barcelone dissout lors la dictature franquiste, après la guerre d'Espagne.

## Biographie
Fille du couple barcelonais Josep Carratalà et Rosa Van den Wouver, Maria naît le 19 juin 1899 à Barcelone.
Elle étudie à l'École Française de Barcelone et au Conservatoire du Liceu, où elle a notamment comme professeur Francesc de Paula Sànchez i Cavagnach. Elle étudie ensuite à Paris, avec Felipe Pedrell. 
Elle se spécialise dans le répertoire hispanique, notamment le répertoire de Manuel de Falla. 
Elle fait des concerts à Barcelone, où elle joue Francisco Guerau, Diego Pisador et Juan del Encina. En 1926, elle présente au piano la Suite Intertonal de Jaume Pahissa, puis en 1930 la Seranate a un infant, de Manuel Blancafort, sur un texte de Josep Maria López-Picó.
Elle est également l'une des membres fondatrices du Lyceum Club de Barcelone, organisation féministe qui milite pour les droits des femmes sous la Seconde République, avec Aurora Bertrana, Amanda Llebot, Anna Maria Martínez Sagi et Enriqueta Sèculi.